# Partij BLANCO
Partij BLANCO is een Belgische single-issue partij. 

## Verkiezingen van 2024
De partij is in 2023 opgericht door Laurent Ryckaert om de blancostemmer te vertegenwoordigen bij de federale verkiezingen van 9 juni 2024. De partij nam deel aan alle 11 kieskringen voor de Kamerverkiezingen De partij kloeg het gebrek aan media-aandacht aan dat nieuwe partijen in de media krijgen. Ze kreeg 75.683 stemmen of 1,08% van de geldige stemmen. De beste score – 1,91% – haalde ze in de kieskring Luxemburg.

## Programma
Partij BLANCO's enige programmapunt is een keuzemogelijkheid toevoegen op het stembiljet zodat de kiezers in de toekomst rechtstreeks kunnen stemmen voor een "lege zetel" in het parlement. Op deze wijze wil de partij de ongeveer 20 procent van de kiespopulatie die thuisblijft, ongeldig of blanco stemt effectief in het parlement vertegenwoordigen. Met deze stemmen wordt in het kiesstelsel geen rekening gehouden voor de zetelverdeling.
Om haar doel te bereiken streeft de partij naar een grondwetswijziging die bepaalt dat blanco stemmen omgezet worden in "lege zetels" in het parlement. Dit zou tot gevolg hebben dat het aantal effectief te verdelen zetels tussen de partijen vermindert.  Deze grondwetswijziging zou voor de verkozenen het enige punt zijn waarvoor ze zouden deelnemen aan de stemmingen in het parlement. Van zodra het doel behaald is, zou de partij zichzelf opheffen.